# 231

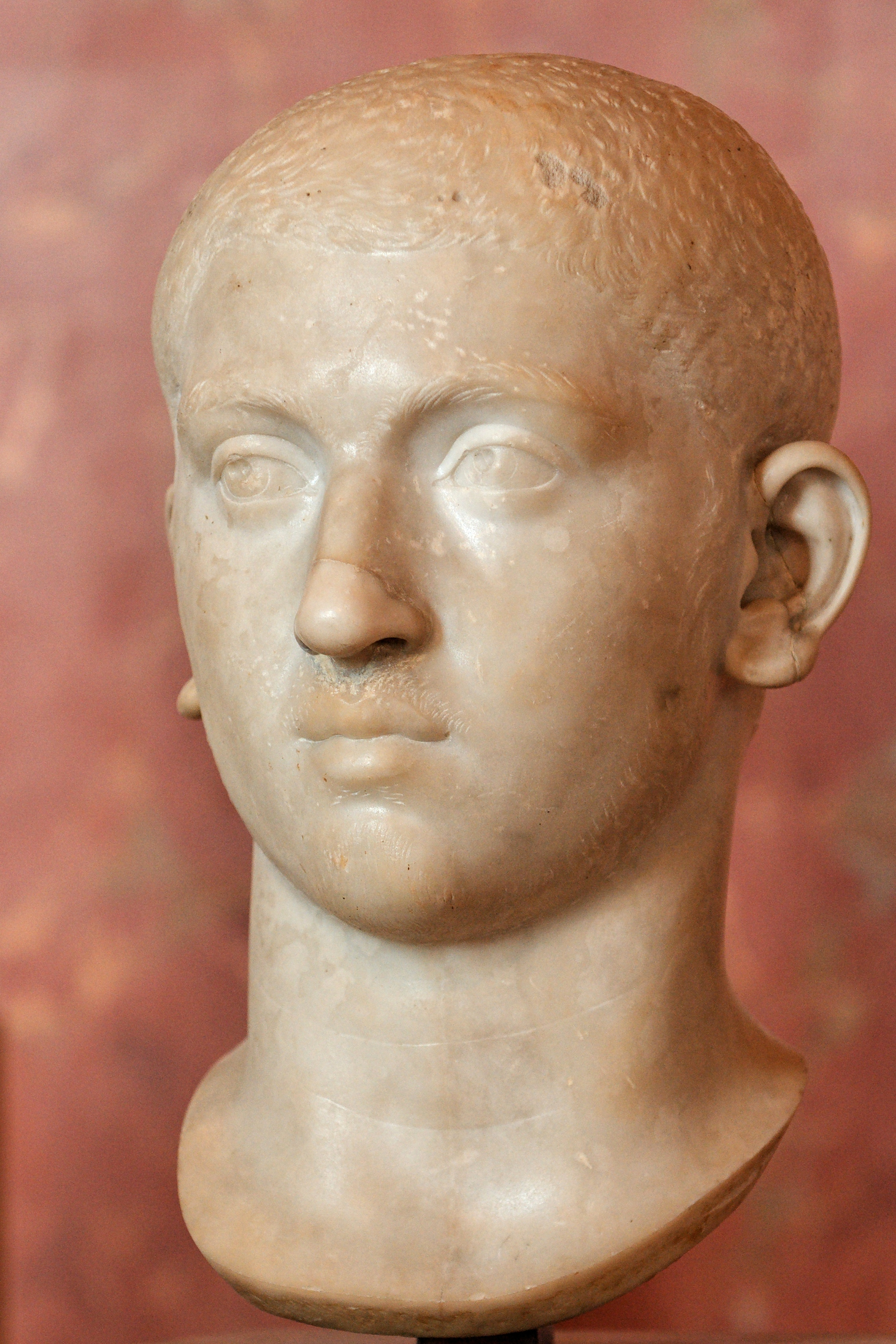
Keizer Alexander Severus (208 - 235)

Het jaar 231 is het 31e jaar in de 3e eeuw volgens de christelijke jaartelling.

## Gebeurtenissen

### Syrië
- Keizer Alexander Severus en zijn moeder Julia Mamaea arriveren in Syria. Hij vestigt zijn hoofdkwartier in Antiochië en treft voorbereidingen voor een veldtocht tegen de Perzen.
- De Huiskerk van Dura Europos (huidige Syrië) wordt gebouwd.

## Overleden
- Cao Zhen (46), Chinees veldheer